# Coppa Italia 1989-1990 (calcio femminile)
L'edizione 1989-1990 è stata la diciottesima edizione nella storia della Coppa Italia di calcio femminile. Il trofeo è stato vinto dal Giugliano, che nella finale in gara unica ha battuto il Milan 82 per 2-1.

## Semifinali
| Squadra 1            | Totale | Squadra 2        | Andata | Ritorno |
| -------------------- | ------ | ---------------- | ------ | ------- |
| Milan 82             | 4 - 3  | Oltrarno Firenze | 2 - 2  | 2 - 1   |
| Reggiana R. Zambelli | 1 - 2  | Giugliano        | 1 - 2  | 0 - 0   |

## Finale
In gara unica, disputata il 4 maggio a Trani.
| Squadra 1 | Risultato | Squadra 2 |
| --------- | --------- | --------- |
| Giugliano | 2 - 1     | Milan 82  |